# Britânia
Britânia is een gemeente in de Braziliaanse deelstaat Goiás. De gemeente telt 10.190 inwoners (schatting 2022).